# بیل میلنر
بیل میلنر (انگلیسی: Bill Milner؛ زادهٔ ۴ مارس ۱۹۹۵) بازیگر اهل بریتانیا است. وی از سال ۲۰۰۷ میلادی تاکنون مشغول فعالیت بوده‌است.
از فیلم‌ها یا مجموعه‌های تلویزیونی که وی در آن‌ها نقش داشته‌است می‌توان به مردان ایکس: کلاس اول و آی بوی اشاره نمود.